# Lešje (gmina Vojnik)
Lešje – wieś w Słowenii, w gminie Vojnik. W 2018 roku liczyła 59 mieszkańców.